# Square Suzanne-Buisson
Square Suzanne-Buisson är en park i Quartier des Grandes-Carrières i Paris 18:e arrondissement. Square Suzanne-Buisson, vars ingång är belägen vid Rue Girardon 9, är uppkallad efter den franska aktivisten och motståndskämpen Suzanne Buisson (1883–1944), död i Auschwitz.
I parken finns bland annat en staty föreställande den helige martyren Dionysius, en Fontaine Wallace samt rester av en gammal brunn.

## Bilder
| - Staty föreställande den helige Dionysius. - Fontaine Wallace. - Rester av en gammal brunn. |

## Omgivningar
- Sacré-Cœur
- Saint-Pierre de Montmartre
- Château des Brouillards
- Rue Girardon
- Impasse Girardon
- Place Marcel-Aymé
- Jardin Frédéric-Dard

## Kommunikationer
- Tunnelbana – linje  – Lamarck – Caulaincourt
- Busshållplats Moulin de La Galette – Paris bussnät, linje 40
- Busshållplats Abreuvoir–Girardon – Paris bussnät, linje 40

### Webbkällor
- ”Square Suzanne-Buisson”. Urban Squares. http://urbansquares.com/countries/france/fra15.html. Läst 25 februari 2021.
- ”Square Suzanne-Buisson”. Les rues de Paris. https://www.parisrues.com/rues18/paris-18-square-suzanne-buisson.html. Läst 25 februari 2021.